# كريستيل أكيريبيري
كريستيل أكيريبيري (بالفرنسية: Christelle Aquéréburu)‏ هي مُخرجة أفلام توغولية. كريستيل هي مُديرة شركة «أفريكان دريمز» (بالإنجليزية: African Dreams)‏ للإنتاج السمعي البصري.

## مسيرتها
كانت كريستيل أكيريبيري تشتغل في شركة بحرية مُتعددة الجنسيات. في سنة 2009، أسست مدرسة لتعليم السينما في توغو تُدعى «مدرسة السينما في توغو» (بالفرنسية: Ecole de cinéma au Togo)‏. تخرج من مدرسة السينما هاته أكثر من 100 طالب وأنتجت المدرسة أكثر من 20 فيلماً وثائقيًا. نال عمل أحد طلاب المدرسة ترشيحا في فئة الأفلام المدرسية ضمن فعاليات دورة سنة 2013 من المهرجان الأفريقي للسينما والتلفزيون في واغادوغو.
كريستيل أكيريبيري مُتزوجة واُم لثلاثة أطفال.